# Trasformazione di Weyl
In fisica teorica, una trasformazione di Weyl è un riscalamento locale del tensore metrico:
{\displaystyle g_{ab}\to g_{ab}\exp(2\omega (x))}
che produce una nuova metrica nella stessa classe conforme.
Si dice che una teoria invariante per questa trasformazione è conforme o che possiede la simmetria di Weyl. La simmetria di Weyl è un'importante simmetria nella teoria di campo conforme. Ad esempio, è una simmetria dell'azione di Polyakov.
L'ordinaria connessione di Levi-Civita e l'associata connessione spinoriale non sono invarianti per trasformazioni di Weyl. Si può definire un'appropriata connessione di Weyl, invariante per trasformazioni di Weyl, che è un modo di specificare la struttura di una connessione conforme.
Una quantità {\displaystyle \phi } ha peso conforme k se, per una trasformazione di Weyl di parametro {\displaystyle \omega }, si trasforma come
{\displaystyle \phi \to \phi e^{k\omega }}.
Sia {\displaystyle A_{\mu }} la 1-forma associata alla connessione di Levi-Civita di g. Introduciamo una connessione che dipende anche dalla 1-forma iniziale {\displaystyle \partial _{\mu }\omega }
{\displaystyle B_{\mu }=A_{\mu }+\partial _{\mu }\omega }
Allora {\displaystyle D_{\mu }\phi =\partial _{\mu }\phi +kB_{\mu }\phi } è covariante e ha peso conforme {\displaystyle k+1}.